# 基拉韋厄火山
基拉韦厄火山（英語：Kīlauea）是夏威夷島上的五個盾狀火山之一。是目前世界上觀光客流量最大的火山，也是最活躍的火山。根據統計，在20世紀內，該火山就噴發了52次。
“基拉韦厄”在夏威夷语中的意思是“涌出”或“冒出”，形容这个火山经常涌出岩浆。基拉韦厄火山目前是世界上最活跃的火山，自从1983年1月3日至2018年12月喷發结束以来，35年一直在不断地喷出岩浆，喷出的物质如果铺成道路，可以绕地球三周以上，整个基拉韦厄火山的90%部分是被年龄不到1000年的岩浆所覆盖。
夏威夷当地人认为基拉韦厄火山是火山女神的驻地。

## 背景
基拉韋厄的爆發歷史是一個漫長而活躍的歷史；它的名字意味著夏威夷語中的“噴湧”或“很多蔓延”，指的是其頻繁噴出的熔岩。來自火山的最早的熔岩可以追溯到潛水的預先屏蔽階段，已經通過遙控潛水器從其淹沒的斜坡中回收熔岩樣品。其他流樣品已作為核心樣本回收。年齡小於1000年的熔岩覆蓋了火山表面的90％。最古老的暴露熔岩可以追溯到2,856年前。
第一次有記載的基拉韋厄火山爆發於1824年（西方接觸和書面歷史始於1763年）。從那時起，火山一再爆發。

## 地質學

### 環境
與所有夏威夷火山一樣，基拉韋厄島是在太平洋板塊移動到地球下伏地幔的夏威夷熱點地區時創建的。夏威夷島火山是這一過程的最新證據，在7000多萬年的時間裡，這個過程創造了長達6,000 km（3,700 mi）長的夏威夷-天皇海山链。雖然還沒有完全解決的觀點是，即使不是全部的新生代時代，熱點在地球的地幔內也基本上是靜止的。然而，雖然夏威夷地函熱柱被很好地理解和廣泛研究，但熱點本身的性質仍然相當神秘。
基拉韋厄火山是構成夏威夷熱點地區的夏威夷島的五座地下火山之一。島上最古老的火山科哈拉火山有超過一百萬年的歷史，而最年輕的小基拉韋厄火山據信在30萬到60萬年之間；島上側翼的罗希海底山甚至更年輕，但尚未上升到海平面。因此，基拉韋厄火山是夏威夷-天皇海山链條中第二個最年輕的火山，一系列盾狀火山和海底山從夏威夷延伸到俄羅斯的千島 - 堪察加海溝。
繼夏威夷火山形成的模式之後，基拉韋厄開始作為一個海底火山，通過碱性玄武岩熔岩的水下噴發逐漸建立起來，然後在大約5萬到10萬年前發生一系列爆發，從海中出現。自那時起，火山的活動可能就像現在一樣，持續不斷的噴發和爆炸式噴發，與過去200或300年的活動大致相同。
基拉韋厄火山至今已有600,000年的歷史，對於夏威夷的火山來說還很年輕，島上最古老的火山 - 西北部的科哈拉火山，在滅絕前經歷了將近900,000年的活動。火山的可預見的未來活動可能與過去5萬年至10萬年的情況非常相似；夏威夷式和爆炸式活動將繼續提高基拉韋厄山峰，建立裂谷區，並填充和重新填充山峰火山口。

### 結構
基拉韋厄火山在整個歷史中一直很活躍。自1918年以來，基拉韋厄唯一延長的休息時間是1934年至1952年間18年的停頓。基拉韋厄火山的大部分由凝固的熔岩流組成，間歇有散發的火山灰和來自相對較少量爆炸式噴發的火山噴發碎屑。大部分火山覆蓋著歷史流量，其中90％的地表可追溯到過去1100年。基拉韋厄火山隨著時間的推移從海底建立起來，因此它的大部分體積仍然在水下; 它的地面表面呈緩傾斜，細長，分散的盾形，面積約為1,500 km2（579 sq mi），佔該島總面積的13.7％。
基拉韋厄火山沒有地形突出，只出現在附近冒纳罗亚火山的東南側凸起；因此，夏威夷本土人和早期地質學家都認為它是其更大規模鄰居的活躍衛星火山。然而，從兩個火山分析熔岩的化學成分錶明它們具有獨立的岩浆房，因此是不同的。

## 噴發歷史

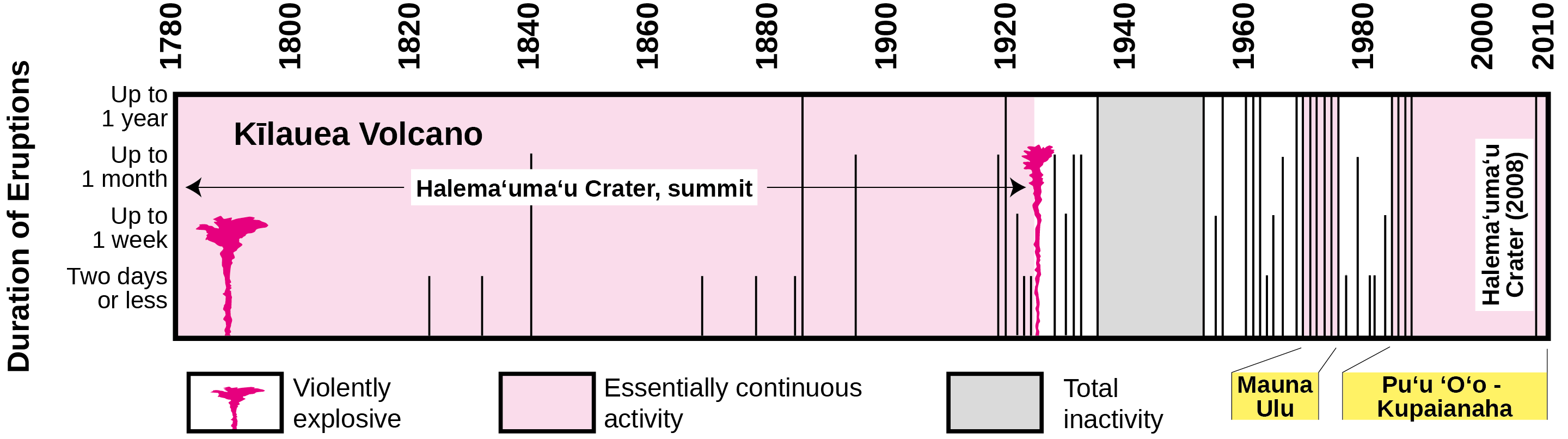
图表显示基拉韦厄火山近200年来的爆发，横轴为爆发年份，纵轴为持续时间。普奥奥火山口一带的爆发持续到21世纪。其中1823年传教士到达夏威夷以前的记录较为粗略。

主要爆發 (1790年-)

### 1959年
1959年11月14日晚上8点08分，在经过一系列的地震后，岩浆从基拉韦厄主火山口旁边的基拉韦厄·伊基火山口壁上喷涌而出，最高喷射高度达到580米，将基拉韦厄·伊基火山口全部填满，深度达98米。此次爆发范围仅局限于火山口附近，并出现各种形态的岩浆喷泉、岩浆漩涡等奇观，因此吸引了大量游客前去观看。

### 1983年

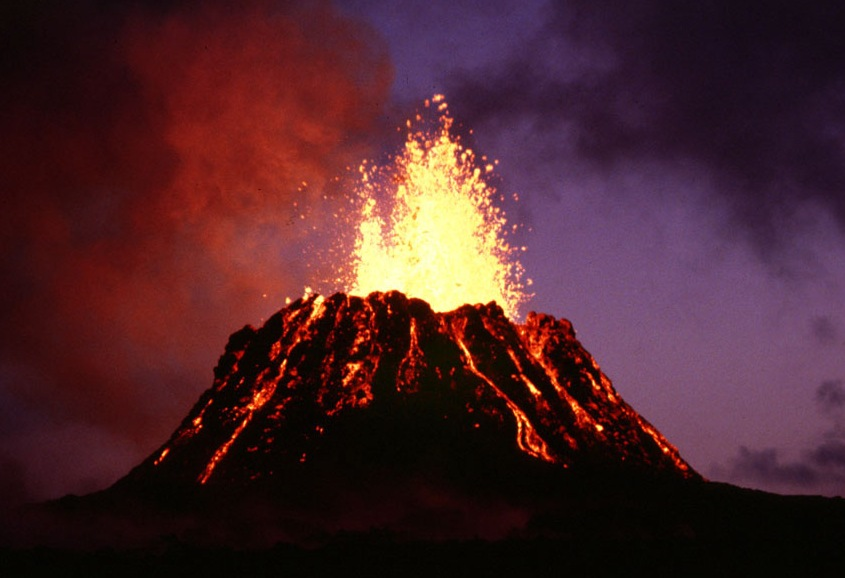
1983年爆发中的普乌欧欧火山口

1983年1月3日，夏威夷大岛东侧山脊区的热带丛林里裂开一个裂缝。岩浆喷射高度达到460米，经过三年共44周期的爆发，形成了高达255米的普乌欧欧火山口。

### 2014年
2014年6月27日該火山從一個新的火山口再次爆發，岩漿不斷湧出，溫度高達1000攝氏度，緩慢流動。10月28日流到普納（Puna）地區帕霍瓦鎮（Pahoa）邊緣，夏威夷當局實施緊急撤離。11月14日民防局稱火山噴發暫停，熔岩暫時停止活動。熔岩逼近一個公墓，並燒燬一棟民宅，另一邊有一條熔岩覆蓋一條鄉村公路上坡方向大約300碼。夏威夷縣政府表示，熔岩暫時未對居民構成直接威脅。

### 2018下普纳地区爆发（英语：2018_lower_Puna_eruption）

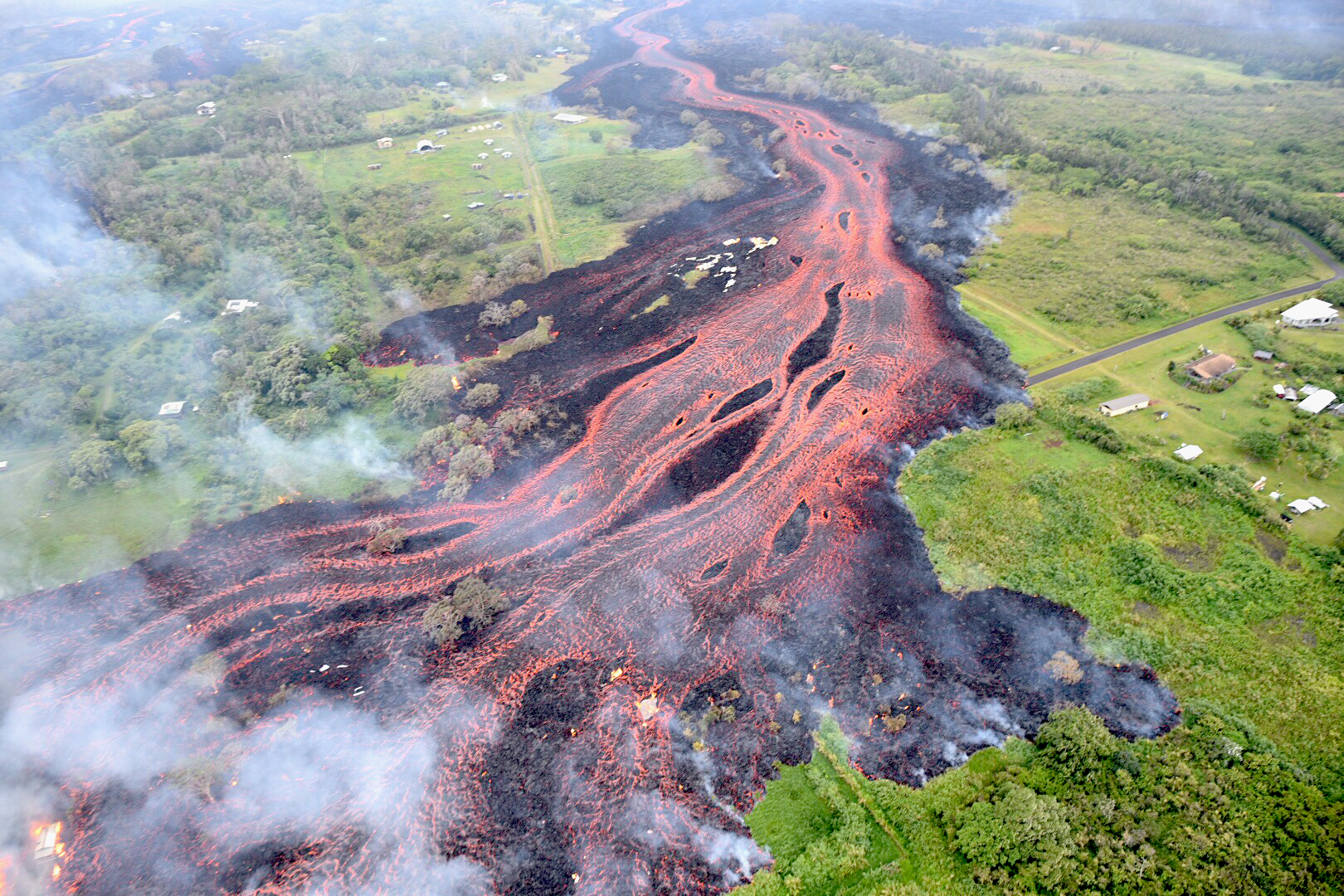
2018年的爆发

2018年4月30日，普乌欧欧火山口发生大规模塌陷，岩浆湖消失。随后5月3日，在一场5.0级的地震后，下普納地區萊拉尼莊園内在20天内相继裂开22个裂缝，随后岩浆大量喷出，尤以8号裂缝为甚，熔岩将东侧的卡波霍湾以及绿湖（夏威夷岛面积最大的天然淡水湖）全部摧毁，導致近2000人撤離并造成1人重伤。喷发于2018年8月中旬减弱，12月，岩浆喷发完全停止。同时也意味着基拉韦厄火山从1983年起的喷发周期已结束。此次爆发形成的最大火山口被命名为“Ahuʻailāʻau”。

### 2020年
当地时间2020年12月20日晚上9点30分，岩浆再次从主火山口涌出，将火山口内自2019年积累的水全部蒸发，并重新形成熔岩湖，喷发烟尘达到10000米。

### 2021年
2021年9月29日，基拉韋厄火山再次噴發。

### 2023年
2023年1月5日火山噴發，直到3月7日結束。6月7日，火山二次噴發至6月19日結束。9月10日，火山三次噴發至9月16日結束。

## 火山爆發指數
基拉韋厄火山在過去11,700年間，已知計有95件噴發事件。全球火山活動計劃將其中90件噴發事件分配火山爆發指數（Volcanic Explosivity Index，VEI；指數愈高，火山爆發程度愈強烈）：其中發生在1790年之噴發，其火山爆發指數為4級；發生在1820年、1924年、1959年以及1960年之噴發，其火山爆發指數為2級；發生在680年、1050年、1490年、1500年、1610年、1868年、1961年（4次），以及1983年以後之噴發，其火山爆發指數為1級，其餘噴發事件之火山爆發指數均為0級。
| 火山爆發指數 | 全新世時期噴發事件數（已分配數量= 90件） |
| ------------ | ---------------------------------------- |
| 0            | 75                                       |
| 1            | 10                                       |
| 2            | 4                                        |
| 3            | 1                                        |
| 4            | 1                                        |